# Wendy 2 – Freundschaft für immer
Wendy 2 – Freundschaft für immer ist ein deutscher Kinderfilm von Hanno Olderdissen, der wie der erste Teil auf der Pferdezeitschrift Wendy basiert. Der Film kam am 22. Februar 2018 in die Kinos.

## Handlung
Wendy ist eine junge Pferdeliebhaberin und lebt mit ihren Eltern Heike und Gunnar auf Rosenborg, dem Reiterhof ihrer Oma Herta. Der Hof steht allerdings vor dem finanziellen Ruin. Daher will Wendy an einem großen Springturnier teilnehmen, das von der Besitzerin des modernen Reiterhofs St. Georg veranstaltet wird. Mit dem Preisgeld will Wendy den Hof ihrer Großmutter retten.
Wendys Pferd Dixie ist jedoch kein Springpferd. Sie bekommt jedoch die Gelegenheit Penny, ein ehemaliges Turnierpferd, das springsauer ist, zu reiten. Sie erkennt, dass sie das Vertrauen des Pferdes gewinnen muss, um es auf dem Turnier vorstellen zu können. Dafür investiert sie viel Zeit und vernachlässigt Dixie vorübergehend.

## Kritik
„Bemühte Fortsetzung der aus den ‚Wendy‘-Heften abgeleiteten Geschichte um eine Pferdenärrin, in der den Tieren zwar mehr Raum zugestanden wird, ohne dass der Film dadurch aber über die abgedroschenen Klischees des Genres hinauskommen würde.“